# Caiyuanba-Brücke
Die Caiyuanba-Brücke (chinesisch 菜園壩大橋, Pinyin Càiyuán bà dàqiáo)  ist eine Doppelstockbrücke, die den Jangtsekiang in Chongqing City, China überquert und den Stadtbezirk Yuzhong, d. h. die eigentliche Innenstadt, mit dem Stadtbezirk Nan’an auf der Südseite des Flusses verbindet.

## Lage
Der Jangtsekiang ist an der Bogenbrücke 900 m breit und beschreibt dort eine leichte Linkskurve, weshalb die tiefste Wasserrinne, der Talweg, dicht am rechten Ufer verläuft und die linken zwei Drittel des Stroms nur flaches Wasser haben und gelegentlich sogar trockenfallen. Die Brücke liegt noch im Einflussbereich des Stausees, der durch den 450 km Luftlinie weiter östlich stehenden Drei-Schluchten-Damm gebildet wird. Durch dessen Regulierung und durch saisonales Hochwasser kann der Wasserspiegel unter der Brücke um mehr als 20 m schwanken. Die Navigation wird zusätzlich erschwert durch die nur 1200 m flussabwärts stehende Shibanpo-Brücke, deren älterer, 1980 eröffneter Teil im Fahrwasser eine Öffnung von nur 174 m hat.
Die Caiyuanba-Brücke steht zwischen zwei 1,8 km voneinander entfernten Verteilerkreiseln auf den Hochufern, von denen aus vielfältig verzweigte Hochstraßen in die Vorlandbrücken übergehen. Ihre Hauptöffnung steht unmittelbar am rechten Ufer.

## Beschreibung
Die Caiyuanba-Brücke ist eine Kombination aus einer Stahlbogenbrücke auf Betonrahmen und einem stählerner Fachwerk-Fahrbahnträger.
Sie hat 2 getrennte, 12,25 m breite Richtungsfahrbahnen mit je 3 Fahrspuren und je einen 2,50 m breiten Gehweg. Im unteren Stock befinden sich zwei Fahrspuren für die Monorails der Linie 3 der Chongqing Rail Transit.
Der Fahrbahnträger der Hauptbrücke ist ein 800 m langer und 11,2 m hoher Durchlaufträger aus Strebenfachwerk und einer 39,8 m breiten orthotropen Platte. Er verbindet die außerhalb des obigen Fotos stehenden Pfeiler P15 und P20. Die Fahrbahnträger jenseits dieses Durchlaufträgers sind Hohlkästen aus Spannbeton.
Auffälligster Teil der Brücke sind die beiden roten Bögen oberhalb der Fahrbahn. Es sind 4,0 m hohe und 2,4 m breite stählerne Hohlkästen mit einer Stützweite von 320 m und einer Pfeilhöhe von 56 m. Sie sind gegenüber der Vertikalen um 10,67° zueinander geneigt und durch 6 Windverbände versteift, die ebenfalls als Hohlkästen ausgeführt wurden.
Sie stützen sich ohne Gelenke auf die inneren, aus Spannbeton-Hohlkästen bestehenden Streben ab, die eine Verlängerung der Bögen bis zu den Hauptpfeilern P17 und P18 bilden. Diese Pfeiler stützen auch die nach außen kragenden Streben, die an den Köpfen der Pfeiler P16 und P19 enden und mit dem Durchlaufträger des Fahrbahnträgers einen festen Rahmen bilden. Der Durchlaufträger nimmt damit wie bei einer Stabbogenbrücke die horizontalen Zugkräfte des Bogens auf, mit dem er nur durch die Hänger aus Paralleldrahtseilen verbunden ist.
Die Pfeiler P15 bis P20 haben folgende Achsabstände: 88 + 102 + 420 + 102 + 88 m.